# تری کلرواستیک اسید
تری‌کلرواستیک‌اسید یا تری‌کلرواتانوئیک‌اسید یکی از آنالوگ‌های استیک‌اسید می‌باشد به‌طوریکه سه اتم هیدروژن گروه متیل با سه اتم کلر جایگزین شده‌اند. نمک‌ها و استرهای تری‌کلرواستیک‌اسید، تری‌کلرواستات نامیده می‌شوند.

## سنتز
- تری‌کلرواستیک‌اسید را می‌توان از واکنش هالوژناسیون هل-وولهارد-زیلنسکی (ویکی‌پدیا انگلیسی) سنتز کرد. برای این‌کار استیک‌اسید و گاز کلر در حضور کاتالیزور مناسب مثل فسفر قرمز طبق معادله شیمیایی زیر واکنش داده و تولید تری‌کلرواستیک‌اسید می‌کنند.[۵][۶]

{\displaystyle {\ce {CH3COOH + 3Cl2 -> CCl3COOH + 3HCl}}}
- یکی دیگر از روش‌های سنتز تری‌کلرواستیک‌اسید، اکسایش تری‌کلرو‌استالدهید با یک عامل اکسنده به تری‌کلرواستیک‌اسید است.

## کاربرد
این ماده به‌طور گسترده‌ای در بیوشیمی برای رسوب ماکرومولکول‌هایی مثل DNA، RNA و پروتئین‌ها به‌کار می‌رود. تری‌کلرواستیک‌اسید و دی‌کلرواستیک‌‌اسید هردو در مواد آرایشی مثل لایه‌بردارها یا پاک‌کننده‌های تتو، داروی‌موضعی برای ازبین بردن زگیل از جمله زگیل‌های تناسلی استفاده می‌شوند. در اوایل دهه ۱۹۵۰ نمک سدیم (سدیم تری‌کلرواستات) به عنوان آفت‌کش مصرف می‌شد اما در اوایل دهه ۱۹۸۰ و اواخر ۱۹۹۰ از فروشگاه‌ها جمع‌آوری شد.

## موارد استفاده در آزمایشگاه و صنعت

### رسوب پروتئین:
به طور گسترده برای رسوب دادن پروتئین ها از محلول ها استفاده می شود که در تهیه نمونه برای SDS-PAGE و سایر تکنیک های تحلیلی ضروری است.

### استخراج DNA:
در پروتکل های استخراج DNA برای حذف آلاینده های پروتئینی و افزایش خلوص محصول نهایی DNA استفاده می شود.

### کاربرد بافت شناسی:
در بافت شناسی برای تثبیت و کلسیم زدایی نمونه های بافت، حصول اطمینان از حفظ بافت برای بررسی میکروسکوپی استفاده می شود.

### سنتز شیمیایی:
به عنوان یک معرف در سنتز آلی عمل می کند، به ویژه در تولید ترکیبات آلی مختلف با ایجاد یک اثر اسیدی یا کلر.

## نگرانی های سلامتی و زیست‌محیطی
با استناد بر آژانس موادشیمیایی اروپا: «تری‌کلرواستیک‌اسید، باعث سوختگی‌های جدی پوست و آسیب به جشم می‌شود. برای آبزیان بسیار سمی است و دارای اثرات سمیت طولانی مدت می باشد»
در سال ۲۰۱۳ تری‌کلرواستیک‌اسید در فهرست ۵۳ ماده پیشنهادی کالیفرنیا با عنوان «شناخته شده در دولت برای ایجاد سرطان»‌ قرار گرفت.
کشف تری کلرواستیک اسید توسط ژان باپتیست دوما در سال 1839 نمونه بارز نظریه رادیکال‌ها و ظرفیت‌های آلی در حال تکامل است. این نظریه برخلاف باورهای یونس یاکوب برزلیوس بود و اختلاف طولانی بین دوما و برزلیوس را آغاز کرد.